# توماهاوک (ویرجینیای غربی)
توماهاوک (به انگلیسی: Tomahawk) یک منطقهٔ مسکونی در ایالات متحده آمریکا است که در شهرستان برکلی، ویرجینیای غربی واقع شده‌است. توماهاوک ۱۴۲٫۹۵ متر بالاتر از سطح دریا واقع شده‌است.